# Vasile Miriuță
Vasile Miriuță (magyarul Miriuta László) (Nagybánya, 1968. szeptember 19. –) román származású magyar válogatott labdarúgó, középpályás, edző.

## Pályafutása

### Klubcsapatban
1988-tól 1990-ig az akkoriban a román másodosztályban szereplő FC Baia Mare együttesében játszott. Az 1990/91-es szezon második felében a Dinamo Bukaresthez igazolt. Az 1991/92-es szezon első felében a Gloria Bistrița együttesében játszott, majd a szezon második felében a Győri ETO csapatához igazolt. Az 1993/94-es szezont az akkoriban a francia másodosztályban szereplő FC Bourges együttesénél töltötte, majd 1994 nyarán újra visszatért a Győri ETO-hoz. Az 1995/96-as szezon második felében a Videoton FC együttesében játszott. Ezt követően a Ferencvárosba szerződött, ahol első idényében bajnoki bronzérmet, majd második idényében bajnoki ezüstérmet ünnepelhetett a csapattal. 1998-ban az ősi rivális Újpesthez szerződött, ám az átigazolást jogi úton megtámadta a Ferencváros, és bíróság ítélete szerint a játékos bajnoki mérkőzésen nem, csak nemzetközi találkozókon léphetett pályára új csapatában. Még 1998-ban Németországba, az Energie Cottbusba szerződött. Itt a csapat vezető középpályásává fejlődött. Miriuţă számos remek szabadrúgásának is köszönhetően a Cottbus 2000-ben feljutott a Bundesliga első osztályába. A 2000/01-es szezonban 12 gólt szerzett a Bundesliga első osztályában, ennek köszönhetően be is került az évad legjobb 11 játékosa közé. 2003 januárjától az MSV Duisburg együttesében játszott, majd még ugyanebben az évben karrierje során harmadszor visszatért a Győri ETO FC együtteséhez. 2004-re a Budapest Honvéd együtteséhez igazolt, de nem lépett náluk pályára egy mérkőzésen sem, és még ugyanebben az évben befejezte az aktív labdarúgói pályafutását.

### Edzőként
A 2010/11-es szezonban az U-19-es csapat edzőjeként visszatért egykori csapatához, az Energie Cottbushoz. 2011. július 1-től az FC Energie Cottbus második csapatának edzője volt. 2013 nyarától egészen decemberig a Ceahlăul Piatra Neamţ edzője volt a romániai Liga 1-ben, majd decembertől a kolozsvári CFR Cluj edzője lett. A 2014/2015-ös idényben a Győri ETO FC együttesét irányította, 2015 júliusától 2015 szeptemberéig a marosvásárhelyi ASA Târgu Mureș edzője volt. 2015 szeptemberétől az FC Energie Cottbus vezetőedzője lett. 2016. április 12-én a klub bejelentette, hogy felbontják a szerződését.
2016 nyarán újra átvette a CFR Cluj irányítását, 2017 júniusáig ott volt edző. 2017 júniusától szeptemberéig a Concordia Chiajna edzője volt.
2017. szeptember 20-tól a Dinamo Bucuresti edzője volt egészen 2018. február 26-ig. 2018. október 9-étől 2019 június 13-ig a nagyszebeni Hermannstadt FC vezetőedzője volt.
2019. június 13-ától a Kisvárda FC vezetőedzője Október 8-án menesztették, miután elképzelései nem egyeztek Révész Attila sportigazgatóéval. 2020. január 7-én újra a Hermannstadt vezetőedzője lett.

### A válogatottban
2000 és 2003 között kilenc alkalommal szerepelt a válogatottban és egy gólt szerzett.

## Sikerei, díjai
- Magyar bajnokság
  - 2.: 1997–98
  - 3.: 1996–97

## Statisztika

### Mérkőzései a válogatottban
| Magyarország | Magyarország        | Magyarország                    | Magyarország        | Magyarország | Magyarország  | Magyarország | Magyarország | Magyarország |
| #            | Dátum               | Helyszín                        | Hazai               | Eredmény     | Vendég        | Kiírás       | Gólok        | Esemény      |
| ------------ | ------------------- | ------------------------------- | ------------------- | ------------ | ------------- | ------------ | ------------ | ------------ |
| 1.           | 2000. november 15.  | Szkopje                         | Macedónia           | 0 – 1        | Magyarország  | barátságos   | -            | 24'          |
| 2.           | 2001. február 28.   | Zenica                          | Bosznia-Hercegovina | 1 – 1        | Magyarország  | barátságos   | -            |              |
| 3.           | 2001. március 24.   | Budapest, Népstadion            | Magyarország        | 1 – 1        | Litvánia      | vb-selejtező | -            |              |
| 4.           | 2001. október 6.    | Parma                           | Olaszország         | 1 – 0        | Magyarország  | vb-selejtező | -            | 55'          |
| 5.           | 2002. augusztus 21. | Budapest, Puskás Ferenc Stadion | Magyarország        | 1 – 1        | Spanyolország | barátságos   | 1            | 72'          |
| 6.           | 2002. szeptember 7. | Reykjavík                       | Izland              | 0 – 2        | Magyarország  | barátságos   | -            | 46'          |
| 7.           | 2002. október 16.   | Budapest, Megyeri úti Stadion   | Magyarország        | 3 – 0        | San Marino    | Eb-selejtező | -            | 86'          |
| 8.           | 2003. április 30.   | Budapest, Megyeri úti Stadion   | Magyarország        | 5 – 1        | Luxemburg     | barátságos   | -            | 46'          |
| 9.           | 2003. november 19.  | Budapest, Üllői úti Stadion     | Magyarország        | 0 – 1        | Észtország    | barátságos   | -            | 46'          |
|              | Összesen            |                                 |                     | 9            | mérkőzés      |              | 1            | gól          |